# 伊濟亞爾湖
56°16′57″N 47°15′04″E / 56.2825°N 47.2511°E

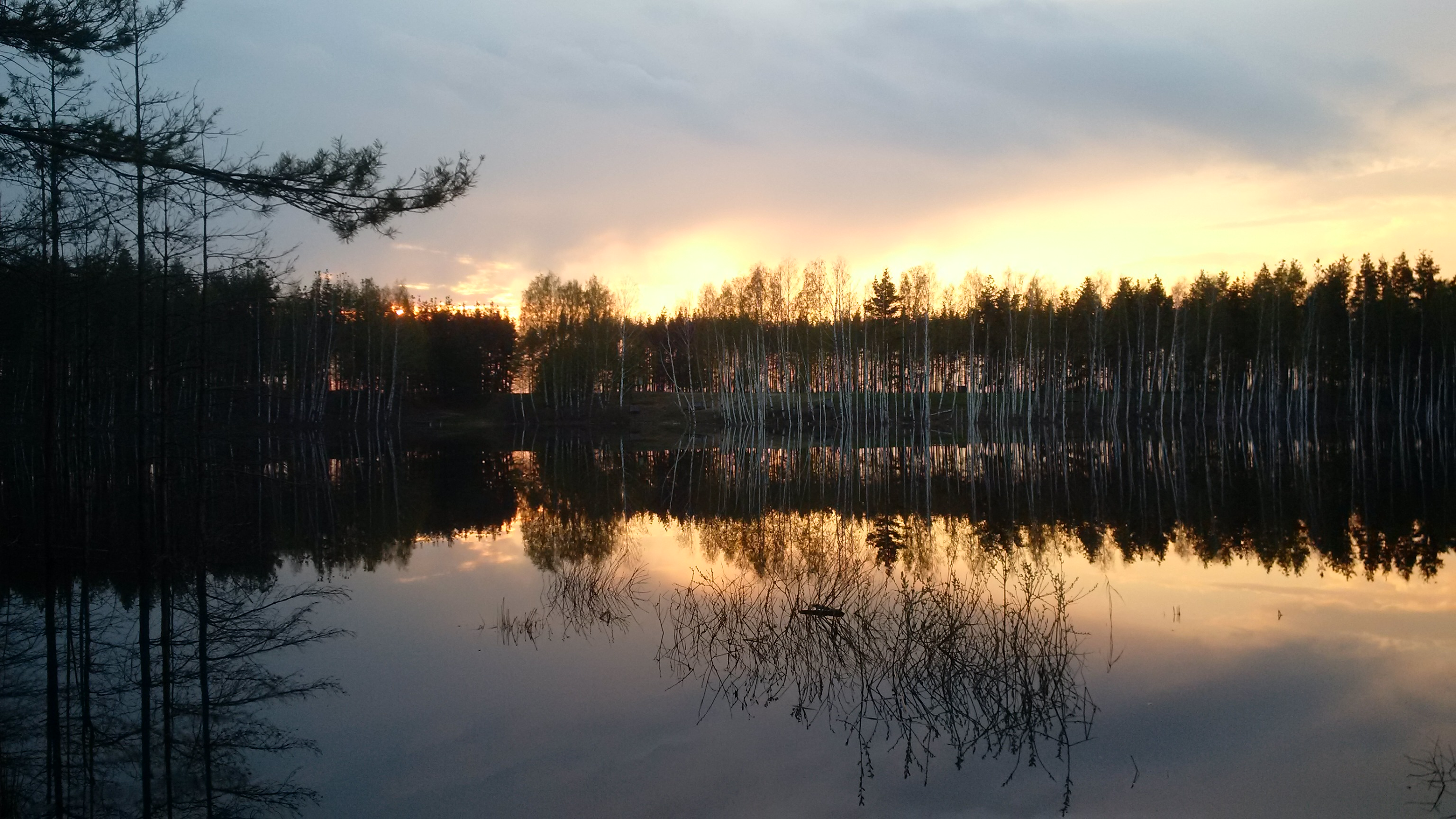

伊濟亞爾湖（俄语：Изъяр），是俄羅斯的湖泊，位於該國西部楚瓦什共和國，由切博克薩雷區負責管轄，長0.39公里、寬0.11公里，面積0.04平方公里，平均水深2米，最大水深3.5米。